# Echinocyamus provectus
Echinocyamus provectus is een zee-egel uit de familie Echinocyamidae.
De wetenschappelijke naam van de soort werd in 1903 gepubliceerd door Johannes Cornelis Hendrik de Meijere.